# Aart van Dobbenburgh

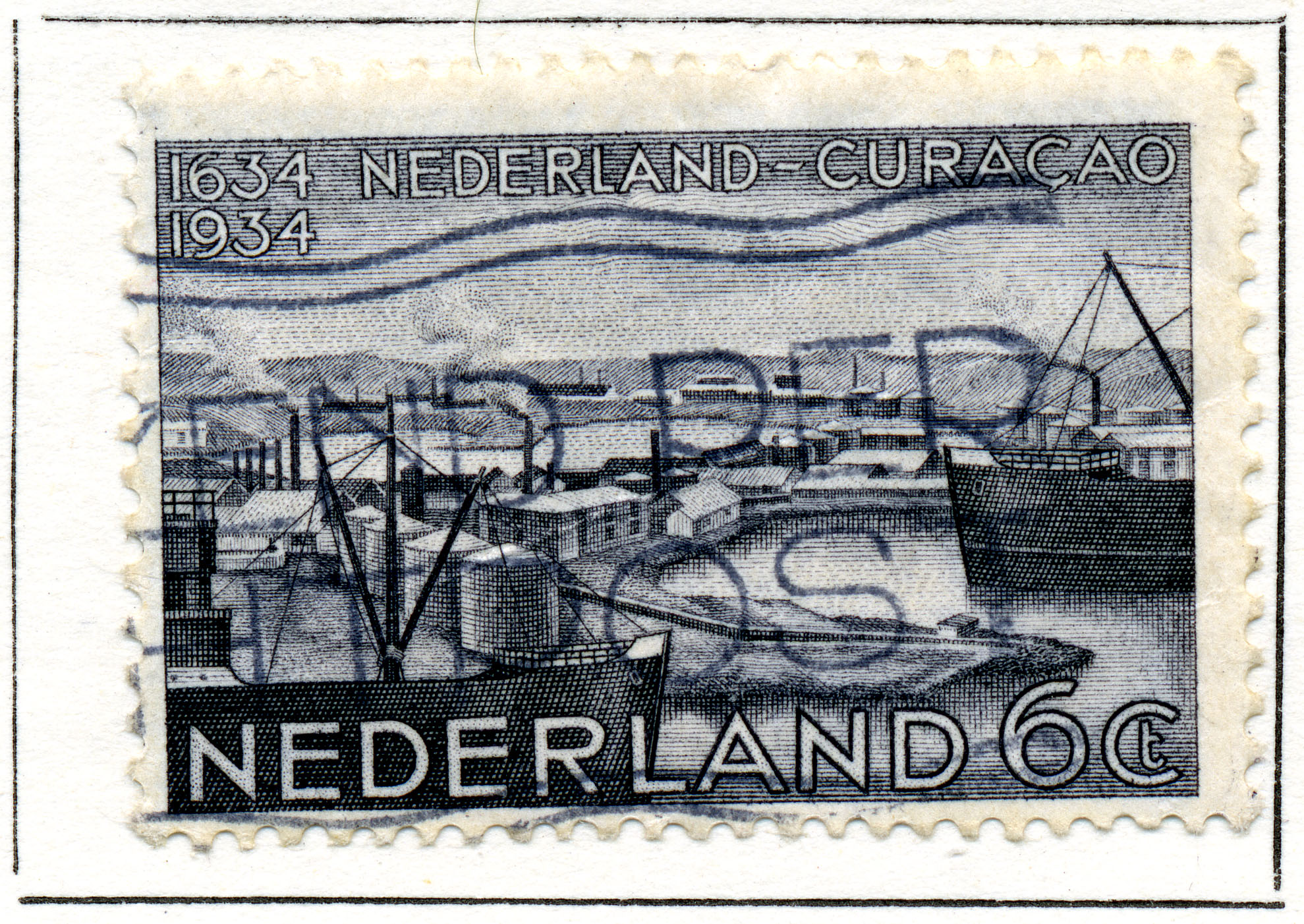
Herdenkingszegel, Haven Willemstad-Curaçao. Ontwerp van Aart van Dobbenburgh

Aart van Dobbenburgh (Amsterdam, 30 september 1899 – Haarlem, 3 juli 1988) was een Nederlands kunstenaar en graficus.
Van Dobbenburgh werd bekend door zijn lithografieën. Hij tekende diverse onderwerpen, zoals bloemen, portretten, landschappen, maar de menselijke handen waren zijn favoriet. Aan de Kunstnijverheidsschool Quellinus te Amsterdam genoot hij zijn eerste opleiding waarbij hij uitblonk in de lithografie. Hij vertelde in diverse interviews bewonderaar van Jan Toorop en Van Gogh te zijn.
Vanaf augustus 1919 was zijn grafisch werk regelmatig te zien in tentoonstellingen. Hij exposeerde voor het eerst in 'Kunstzaal Parklaan' te Bussum en in januari 1920 was hij vertegenwoordigd in een door de Vereeniging tot Bevordering der Grafische Kunst gehouden expositie in het Stedelijk Museum te Amsterdam.

## Werk
In september 1923 verscheen zijn kleurenaffiche voor de Nederlandsche en Ned. Indische Tuinbouw en Bloemen Tentoonstelling Amsterdam in 1925 maakte hij een tweede kleurenaffiche en wel voor het Algemeen Congres voor Dienstweigering. Nadien volgden tot in de jaren 60 diverse sterk sociaal en religieus betrokken affiches.
Vertoonde zijn stijl aanvankelijk nog kenmerken van het impressionisme en in enkel geval het kubisme, vanaf eind jaren 30 wordt zijn werk gaandeweg realistischer en bereikte allengs een grote verfijning. Zijn totale lithografische oeuvre beslaat naar schatting circa 800 werken. Daarnaast maakte hij een aantal houtsneden en aquarellen. Landelijke bekend zijn de lithografieën van moeder koningin Emma (1936), zijn neef dr. Willem Drees (1949), Henriette Roland Holst (1949) en de toenmalige koningin Juliana (1961).
Van Dobbenburgh illustreerde onder meer werken van de Russische schrijvers Tolstoj en Dostojevski. In 1949 verscheen Tolstojs 'Oorlog en Vrede' met lithografieën van de hoofdfiguren door Van Dobbenburgh. Ook tekende hij 'Katoesja' en 'Maria' uit Tolstojs Opstanding en Anna Karenina naar de gelijknamige romans.
In 1936 verscheen zijn boek 'Grafische Kunst'. In datzelfde jaar werd hij benoemd tot docent aan de Koninklijke Academie te 's Gravenhage. In 1941 verscheen een boekwerk van zijn litho's (32), geschreven door Jos. de Gruyter en prof. dr. W. Banning, 'Uit het werk van Aart van Dobbenburgh'. In 1960 verscheen 'De wereld van Aart van Dobbenburgh' met 46 afbeeldingen van zijn werk. Dit werd samengesteld door Joh. Schwencke.
Werk van Van Dobbenburgh is vertegenwoordigd in het Rijksprentenkabinet te Amsterdam, Museum Boijmans Van Beuningen te Rotterdam, Jeroen Boschhuis te 's-Hertogenbosch, Gemeentemuseum Den Haag, Nederlands Steendrukmuseum te Valkenswaard , Teylers Museum te Haarlem, Museu de Ovar te Portugal en in particuliere collecties over de gehele wereld.

## Erkenning
In 1965 ontving de kunstenaar de Leo Tolstoj-medaille. Korte tijd daarna benoemde koningin Juliana hem tot Ridder in de Orde van Oranje-Nassau.

## Afbeeldingen

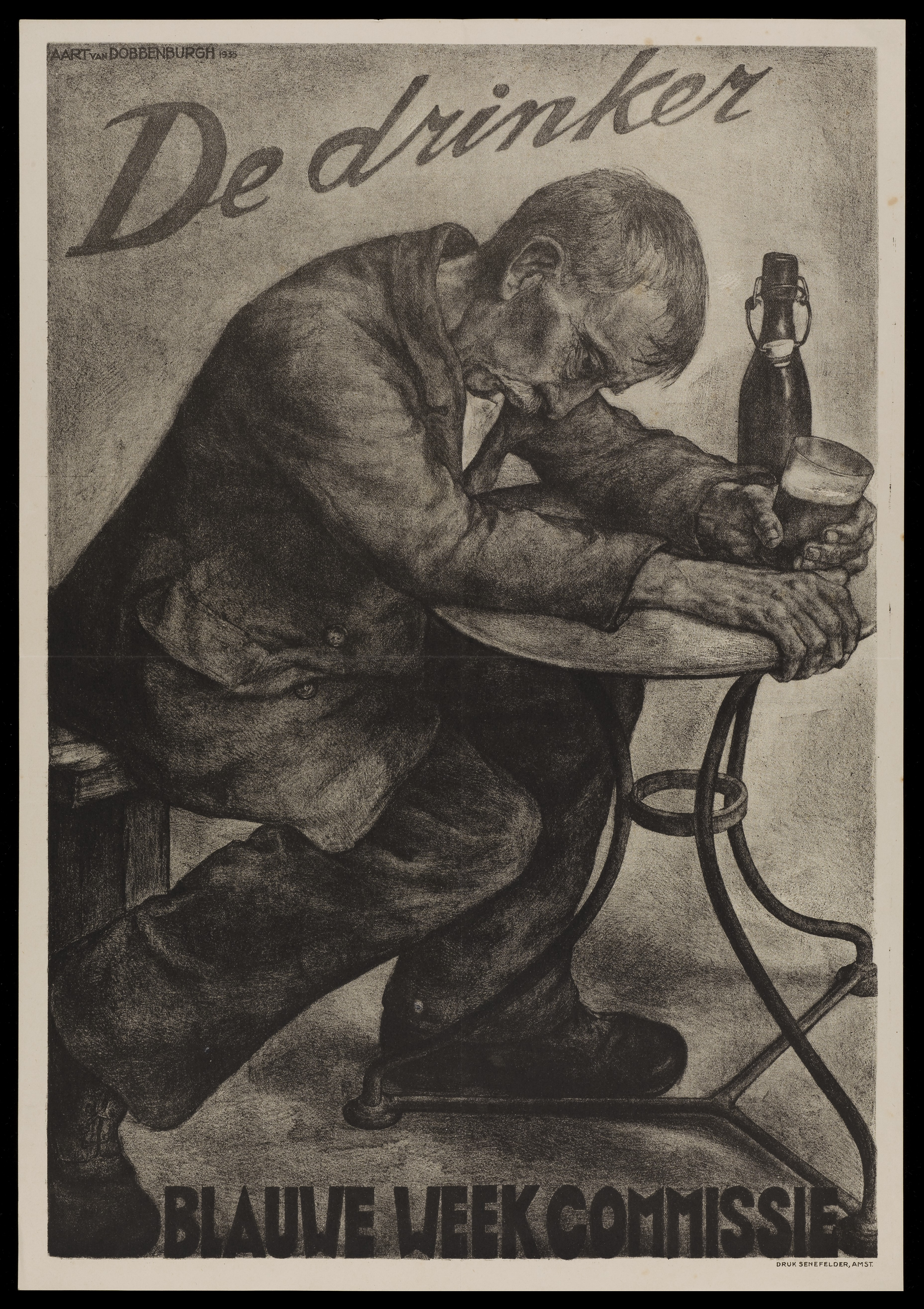
Anti-alcoholreclame
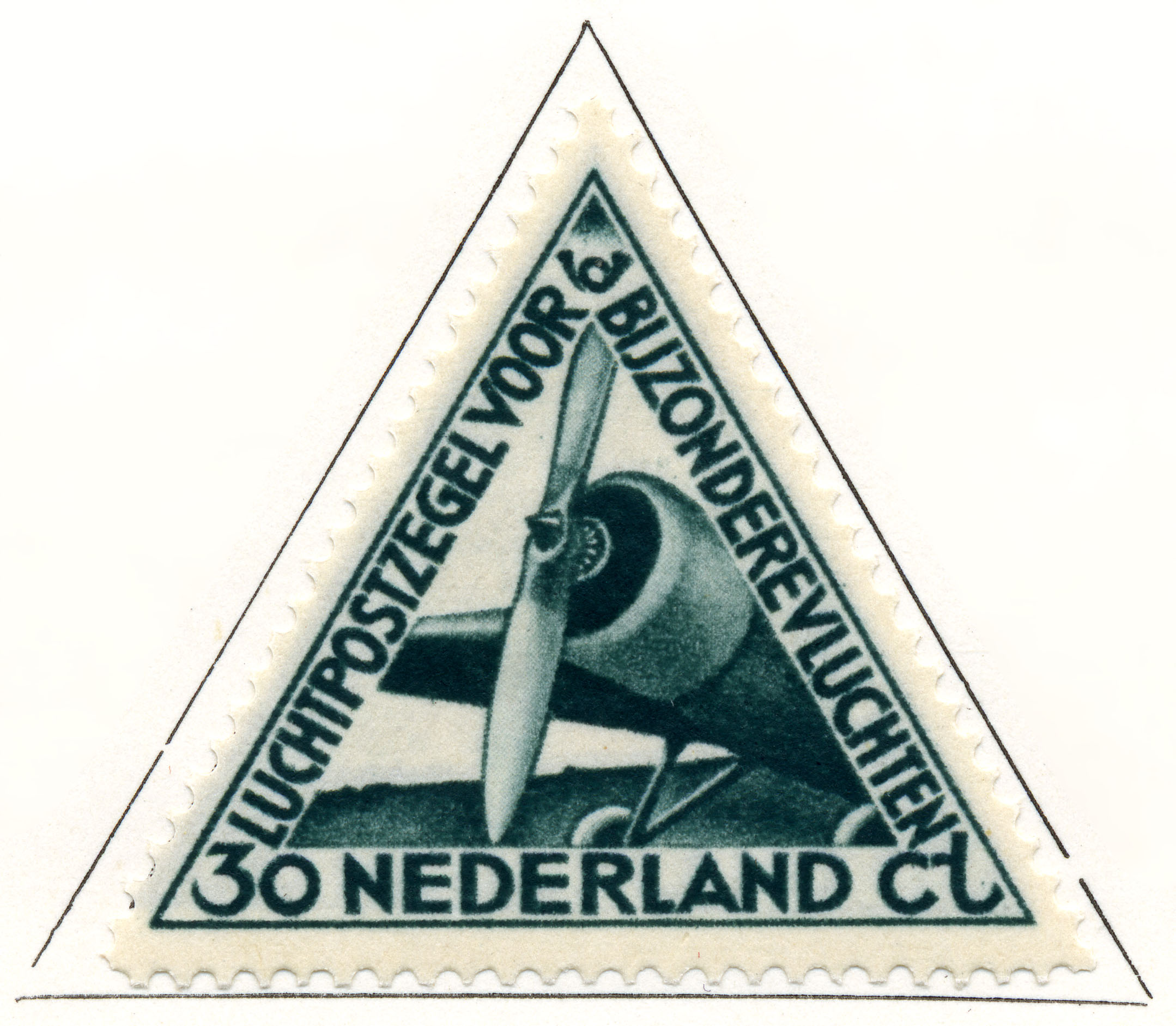
Postzegel 1933
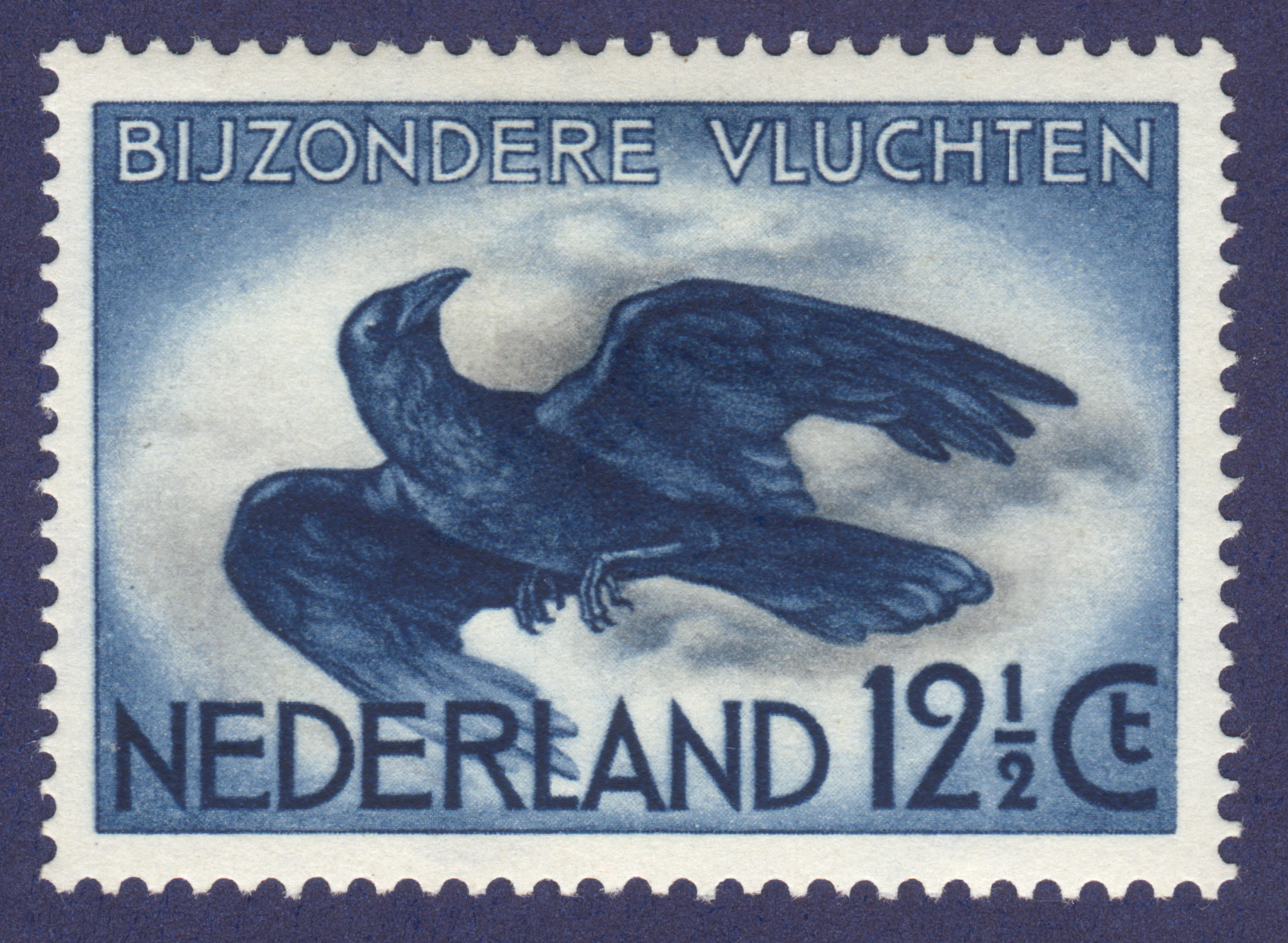
Postzegel 1933